# Francesca Orsini
Francesca Orsini, FBA é uma estudiosa italiana da literatura sul-asiática. Atualmente é professora de Hindi e Literatura Sul-Asiática na Escola de Estudos Orientais e Africanos (SOAS) da Universidade de Londres. Anteriormente, ela lecionou na Universidade de Cambridge, antes de ingressar na SOAS em 2006. No ano acadêmico de 2013/2014, ela foi Mary I. Bunting Institute Fellow no Radcliffe Institute for Advanced Study, Harvard University.

## Honras
Em julho de 2017, Orsini foi eleita Membro da Academia Britânica (FBA).

## Obras selecionadas
- Francesca, Orsini (2002). The Hindi Public Sphere 1920-1940: Language and Literature in the Age of Nationalism. Oxford: Oxford University Press. ISBN 978-0195650846
- Orsini, Francesca (2004). The Oxford India Premchand. Oxford: Oxford University Press. ISBN 978-0195665017
- Orsini, Francesca, ed. (2006). Love in South Asia: A Cultural History. Cambridge: Cambridge University Press. ISBN 978-0521856782
- Orsini, Francesca (2009). Print and Pleasure: Popular Literature and Entertaining Fictions in Colonial North India. Delhi: Permanent Black. ISBN 978-8178242491
- Orsini, Francesca (2009). The Hindi Public Sphere 1920–1940: Language and Literature in the Age of Nationalism. New Delhi: OUP India. ISBN 978-0199088805
- Orsini, Francesca (2010). Before the Divide: Hindi and Urdu Literary Culture. Telangana: Orient BlackSwan. ISBN 978-8125038290
- Orsini, Francesca; Sheikh, Samira, eds. (2014). After Timur Left: Culture and Circulation in Fifteenth-century North India. Oxford: Oxford University Press. ISBN 978-0199450664
- Orsini, Francesca; Butler Schofield, Katherine, eds. (2015). Tellings and Texts: Music, Literature and Performance in North India. [S.l.]: Open Book Publishers. ISBN 978-1783741021. doi:10.11647/obp.0062